# Jacob Crocheron
Jacob Crocheron (* 23. August 1774 auf Staten Island, Provinz New York; † 27. Dezember 1849 im Richmond County, New York) war ein US-amerikanischer Politiker. Zwischen 1829 und 1831 vertrat er den Bundesstaat New York im US-Repräsentantenhaus.

## Werdegang
Jacob Crocheron ging landwirtschaftlichen Tätigkeiten nach und war 1802, 1811 sowie 1821 als Sheriff im Richmond County tätig. Politisch gehörte er der Jacksonian-Fraktion an. Bei den Kongresswahlen des Jahres 1828 wurde Crocheron im zweiten Wahlbezirk von New York in das US-Repräsentantenhaus in Washington, D.C. gewählt, wo er am 4. März 1829 die Nachfolge von John J. Wood antrat. Da er im Jahr 1830 auf eine erneute Kandidatur verzichtete, schied er nach dem 3. März 1831 aus dem Kongress aus. Er starb am 27. Dezember 1849 im Richmond County und wurde auf dem Friedhof der St.-Andrew-Kirche beigesetzt. Sein Bruder war der Kongressabgeordnete Henry Crocheron.